# Caria stillaticia
Caria stillaticia is een vlindersoort uit de familie van de prachtvlinders (Riodinidae), onderfamilie Riodininae.
Caria stillaticia werd in 1912 beschreven door Dyar.